# V766 del Centaure
V766 del Centaure  (V766 Centauri) és un estel hipergegant groc a la constel·lació de Centaure. El seu tipus espectral és variable, al voltant de G8Ia+ - K3Ia+ i la seva lluentor varia de forma irregular. Forma part d'un sistema compost per dos estels: la segona component s'hi troba tan a prop que està en contacte amb l'estel de major grandària. S'hi troba a una distància aproximada de 3.600 parsecs de la Terra i és el major hipergegant groc conegut, molt probablement a causa de les interaccions amb la seva companya propera.
Aquest tipus d'estels ha evolucionat a partir d'una massa inicial d'al voltant de 40 masses solars a un hipergegant vermell, i ara està perdent les seves capes exteriors en una sèrie d'explosions dramàtiques, augmentant progressivament la temperatura. Pot arribar a ser una supergegant blava o variable blava lluminosa abans de disminuir en lluminositat com una estrella tipus Wolf-Rayet tardana, però es d'esperar que esclate com una supernova abans que arribe aquest punt.
La seua molt alta lluminositat, grandària extrema i intercanvi de massa amb la seva companya de massa inferior, fan d'aquesta un inusual estel dins d'una classe molt rara d'estels que ha estat relativament poc estudiada fins fa poc temps.
Utilitzant el VLT, Olivier Chesneau (Observatori de la Costa Blava, Niça, França) i un equip internacional de col·laboradors ha descobert que aquest estel és tremendament enorme: unes 650 vegades el diàmetre del Sol, molt major de l'esperat. Això la converteix en l'estel groc més gran conegut. També està en la llista dels deu estels més grans conegudes –és un 50% més gran que la famosa supergegant vermella Betelgeuse- i és al voltant d'un milió de vegades més brillant que el Sol.
S'ha observat també que aquest estel està augmentant de grandària, al moment de l'observació. I és una dels pocs estels en les quals s'ha observat un canvi de temperatura en relació amb la seva grandària: V766 Centauri es refreda a mesura que creix.
Analitzant les dades de variacions de lluentor en els estels, i utilitzant observacions d'altres observatoris, els astrònoms han confirmat que l'objecte és un sistema binari eclipsant que el component més petit passa per davant i per darrere de l'estel més gran, orbitánt-la. En aquest cas HR 5171 A és orbitada pel seu estel company cada 1.300 dies. La petita companya té una temperatura lleugerament superior a la de la temperatura de superfície de HR 5171 A, que és de 5.000 Kelvin.